# Partit Popular per la Llibertat i la Democràcia
El Partit Popular per la Llibertat i la Democràcia (neerlandès Volkspartij voor Vrijheid en Democratie, VVD) és un partit polític neerlandès d'ideologia liberal conservador fundat el 1948. És un dels principals partits dels Països Baixos per nombre de militants i per representació parlamentària.

## Història
El VVD va ser fundat el 1948 a partir de la fusió entre el Partit de la Llibertat i d'altres faccions i grups liberals independents. El VVD ha estat tradicionalment el tercer major partit polític del país, per darrere del Partit del Treball (PvdA) i la Crida Demòcrata Cristiana (CDA), formant part de diversos governs del país. No obstant això, a partir dels anys 70 va experimentar un creixement sostingut fins a la formació al 1994 de l'anomenat "gabinet violeta" de Wim Kok amb el Partit Laborista (PvdA) i el D66, el primer govern holandès sense partits cristians des de 1918.

### Segle XXI
A les eleccions posteriors de 1998, per primera vegada el VVD ostentaria la segona posició superant la CDA, malgrat la tornaria a perdre al 2002.
La incorporació de Gerrit Zalm al Segon Gabinet Balkenende després de les eleccions legislatives neerlandeses de 2003 va reobrir un debat al partit, que mai ha volgut que el líder del partit estigués al govern, i el partit va escollir Jozias van Aartsen com a nou líder del partit, i els joves secretaris estatals Mark Rutte i Melanie Schultz van Haegen van treballar en reorientar el partit a liberal d'esquerres enfocant-se en el medi ambient i el transport públic, la cooperació amb Demòcrates 66 D66 i l'ala liberal del Partit del Treball (PvdA), que podria conduir a una futura fusió, que D66 va rebutjar, Després de fortes discussions, la reunió general del VVD va adoptar un nou Manifest Liberal el 2005.
Van Aartsen va donar molta llibertat als membres del partit, sovint a costa de la unitat. Geert Wilders es va separar del partit el 2004 i en 2006 va formar el Partit per la Llibertat (PVV) com a resultat d'un conflicte al partit respecte l'adhesió de Turquia a la Unió Europea a la qual Wilders es va oposar incondicionalment. Per primera vegada, una persona VVD es va separar. Just abans de les eleccions legislatives neerlandeses de 2006, Anton van Schijndel va fer el mateix, incorporant-se a Eén NL. El resultat decebedor del partit a les eleccions municipals de març de 2006 va provocar la dimissió de Van Aartsen, i es va convocar un referèndum intern sobre el nou líder per a les eleccions generals del 2010, que posà Mark Rutte al capdavant del partit.

#### Els governs de Mark Rutte
Mark Rutte va liderar un VVD renovat que aconseguiria per primera vegada a la història guanyar les eleccions generals al 2010 i ser investit com a 50è Primer ministre dels Països Baixos, liderant una coalició amb la Crida Demòcrata Cristiana (CDA) i el polèmic suport parlamentari del partit xenòfob Partit per la Llibertat (PVV). El govern va caure el 23 d'abril de 2012 degut al fet que el CDA i el VVD no van aconseguir arribar a un acord amb el PVV per implementar noves mesures per reduir al dèficit fiscal. A les eleccions del setembre de 2012, el VVD va guanyar 10 escons addicionals, sent el partit més gran de la Cambra de Representants mentre la CDA i el PVV van disminuir significativament. El VVD va negociar ràpidament un govern de coalició amb el Partit del Treball, el segon partit de la cambra, i el 5 de novembre de 2012 van jurar el càrrec davant la reina. ´
A les eleccions legislatives neerlandeses de 2017, el VVD va perdre escons però va continuar sent el partit més gran, i el VVD, D66, CDA i Unió Cristiana (CU) van acordar una coalició i el 26 d'octubre, el nou gabinet encapçalat per Mark Rutte es va instal·lar formalment 225 dies després de les eleccions, establint un rècord per a la formació de gabinet més llarga de la història. La coalició va perdre la seva majoria a la Cambra de Representants, i el 15 de gener de 2021 el gabinet va dimitir després d'una investigació parlamentària sobre l'escàndol de les prestacions per a la cura dels nens holandesos, i va continuar dos mesos, fins les eleccions legislatives neerlandeses de 2021. A les eleccions VVD i D66 van guanyar escons, amb el D66 convertint-se en el segon partit més important i el VVD mantenint la seva posició com a partit més important. El VVD, CDA, D66 i CU el 15 de desembre de 2021 van presentar un acord de coalició sota el lideratge de Mark Rutte i els ministres van jurar el 10 de gener de 2022.
El 7 de juliol de 2023, Rutte va anunciar la dimissió del seu govern després que la seva coalició no es va posar d'acord sobre com gestionar l'augment de la migració i es van convocar eleccions per al 22 de novembre, que va guanyar el populista de dretes Partit per la Llibertat (PVV), liderat per Geert Wilders, va guanyar 37 escons, convertint-se per primera vegada en la principal força política. Amb la renúncia de Rutte, Dilan Yeşilgöz-Zegerius va anunciar la seva candidatura per convertir-se en la propera líder del VVD i el 14 d'agost es va convertir oficialment en el líder del VVD.

#### Govern de Dick Schoof
El 2 de juliol de 2024 l'independent Dick Schoof aconseguí ser nomenat primer ministre amb un govern de coalició del PVV amb el Partit per la Llibertat (PVV), el centrista Nou Contracte Social (NSC) i el Moviment Ciutadans-Pagesos (BBB).

## Logotip
| 1948–1966 | 1966–1992 | 1992–2005 | 2005–2009 | 2009–2020 | 2020–present |
| --------- | --------- | --------- | --------- | --------- | ------------ |
|           |           |           |           |           |              |

## Resultats electorals

### Cambra de Representants
| Any  | Lider                   | Vots      | %          | Escons   | +/– | Govern   |
| ---- | ----------------------- | --------- | ---------- | -------- | --- | -------- |
| 1948 | Pieter Oud              | 391,908   | 7.9 (#5)   | 8 / 100  | Nou | Coalició |
| 1952 | Pieter Oud              | 470,820   | 8.8 (#5)   | 9 / 100  | 1   | Oposició |
| 1956 | Pieter Oud              | 502,325   | 8.7 (#4)   | 13 / 150 | 4   | Oposició |
| 1959 | Pieter Oud              | 732,658   | 12.2 (#3)  | 19 / 150 | 6   | Coalició |
| 1963 | Edzo Toxopeus           | 643,839   | 10.2 (#3)  | 16 / 150 | 3   | Coalició |
| 1967 | Edzo Toxopeus           | 738,202   | 10.7 (#3)  | 17 / 150 | 1   | Coalició |
| 1971 | Molly Geertsema         | 653,092   | 10.3 (#3)  | 16 / 150 | 1   | Coalició |
| 1972 | Hans Wiegel             | 1,068,375 | 14.4 (#3)  | 22 / 150 | 6   | Oposició |
| 1977 | Hans Wiegel             | 1,492,689 | 17.0 (#3)  | 28 / 150 | 6   | Coalició |
| 1981 | Hans Wiegel             | 1,504,293 | 17.3 (#3)  | 26 / 150 | 2   | Oposició |
| 1982 | Ed Nijpels              | 1,897,986 | 23.1 (#3)  | 36 / 150 | 10  | Coalició |
| 1986 | Ed Nijpels              | 1,595,377 | 17.4 (#3)  | 27 / 150 | 9   | Coalició |
| 1989 | Joris Voorhoeve         | 1,295,402 | 14.6 (#3)  | 22 / 150 | 5   | Oposició |
| 1994 | Frits Bolkestein        | 1,792,401 | 20.0 (#3)  | 31 / 150 | 9   | Coalició |
| 1998 | Frits Bolkestein        | 2,124,971 | 24.7 (#2)  | 38 / 150 | 7   | Coalició |
| 2002 | Hans Dijkstal           | 1,466,722 | 15.4 (#3)  | 24 / 150 | 14  | Coalició |
| 2003 | Gerrit Zalm             | 1,728,707 | 17.9 (#3)  | 28 / 150 | 4   | Coalició |
| 2006 | Mark Rutte              | 1,443,312 | 14.7 (#4)  | 22 / 150 | 6   | Oposició |
| 2010 | Mark Rutte              | 1,929,575 | 20.5 (#1)  | 31 / 150 | 9   | Coalició |
| 2012 | Mark Rutte              | 2,504,948 | 26.6 (#1)  | 41 / 150 | 10  | Coalició |
| 2017 | Mark Rutte              | 2,238,351 | 21.3 (#1)  | 33 / 150 | 8   | Coalició |
| 2021 | Mark Rutte              | 2,276,514 | 21.9 (#1)  | 34 / 150 | 1   | Coalició |
| 2023 | Dilan Yeşilgöz-Zegerius | 1,574,504 | 15.22 (#3) | 24 / 150 | 10  | Coalició |

### Senat
| Any      | Vots | Pes    | %          | Escons  | +/– |
| -------- | ---- | ------ | ---------- | ------- | --- |
| 1948     |      |        |            | 3 / 50  | Nou |
| 1951     |      |        |            | 4 / 50  | 1   |
| 1952     |      |        |            | 4 / 50  | =   |
| 1955     |      |        |            | 4 / 50  | =   |
| Abr 1956 |      |        |            | 4 / 75  | =   |
| Oct 1956 |      |        |            | 7 / 75  | 3   |
| 1960     |      |        |            | 8 / 75  | 1   |
| 1963     |      |        |            | 7 / 75  | 1   |
| 1966     |      |        |            | 8 / 75  | 1   |
| 1969     |      |        |            | 8 / 75  | =   |
| 1971     |      |        |            | 8 / 75  | =   |
| 1974     |      |        |            | 12 / 75 | 4   |
| 1977     |      |        |            | 15 / 75 | 3   |
| 1980     |      |        |            | 13 / 75 | 2   |
| 1981     |      |        |            | 12 / 75 | 1   |
| 1983     |      |        |            | 17 / 75 | 5   |
| 1986     |      |        |            | 16 / 75 | 1   |
| 1987     |      |        |            | 12 / 75 | 4   |
| 1991     |      |        |            | 12 / 75 | =   |
| 1995     |      |        |            | 23 / 75 | 11  |
| 1999     |      | 39,809 | 25,3 (#2)  | 19 / 75 | 4   |
| 2003     |      | 31,026 | 19,2 (#3)  | 15 / 75 | 4   |
| 2007     |      | 31,360 | 19,2 (#2)  | 14 / 75 | 1   |
| 2011     | 111  | 34,590 | 20.83 (#1) | 16 / 75 | 2   |
| 2015     | 90   | 28,523 | 16.87 (#1) | 13 / 75 | 3   |
| 2019     | 78   | 26,157 | 15.11 (#2) | 12 / 75 | 1   |
| 2023     | 67   | 22,194 | 12.40 (#2) | 10 / 75 | 2   |

### Parlament Europeu
| Any  | Vots      | %          | Escons | +/– | Notes  |
| ---- | --------- | ---------- | ------ | --- | ------ |
| 1979 | 914,787   | 16.14 (#3) | 4 / 25 | Nou | [ 16 ] |
| 1984 | 1,002,685 | 18.93 (#3) | 5 / 25 | 1   | [ 17 ] |
| 1989 | 714.745   | 13,63 (#3) | 3 / 25 | 2   | [ 18 ] |
| 1994 | 740.443   | 17,91 (#3) | 6 / 31 | 3   | [ 19 ] |
| 1999 | 698,050   | 19.69 (#3) | 6 / 31 | =   | [ 20 ] |
| 2004 | 629.198   | 13,20 (#3) | 4 / 27 | 2   | [ 21 ] |
| 2009 | 518.643   | 11,39 (#4) | 3 / 25 | 1   |        |
| 2009 | 518.643   | 11,39 (#4) | 3 / 26 | =   | [ 22 ] |
| 2014 | 571.176   | 12,02 (#4) | 3 / 26 | =   | [ 23 ] |
| 2019 | 805,100   | 14.64 (#2) | 4 / 26 | 1   |        |
| 2019 | 805,100   | 14.64 (#2) | 5 / 29 | 1   | [ 24 ] |
| 2024 | 706,447   | 11.35 (#3) | 4 / 31 | 1   |        |